# 劇場版 假面騎士Build Be The One
《劇場版 假面騎士Build Be The One》（日语：劇場版 仮面ライダービルド ビー・ザ・ワン），是日本特攝節目《假面騎士Build》的獨立劇場版。日本地區於2018年8月4日上映。香港於2018年11月22日上映，台灣於2019年9月13日上映。
此外日本當地同步上映《快盜戰隊魯邦連者VS警察戰隊巡邏連者》劇場版《快盜戰隊魯邦連者VS警察戰隊巡邏連者 en film》。香港同步上映《宇宙戰隊九連者》劇場版《宇宙戰隊九連者 THE MOVIE Goes Indaver的逆襲》。

## 本作特色
- 本作為石之森章太郎誕辰80週年紀念作。
- 本作時間點位於本篇三都大戰結束後，并設定於《假面騎士Build》本篇第45~46話之間。
- 本作繼《劇場版 假面騎士555 消失的天堂》《劇場版 假面騎士Wizard in Magic Land》和《劇場版 假面騎士Drive Surprise Future》後，再次出現假面騎士被列為全民公敵的設定。
- 本作繼《假面騎士W》後再次出現由二人共同变身成一體的假面騎士。
- 下部系列作《假面騎士ZI-O》的同名主角騎士與其Build Armer形態在本作中先行登場。

## 故事概要
東都、西都、北都。擴及三個首都的戰爭終於結束，而在潘朵拉之塔下新政府建立，而三個首都，皆設立取代首相的位置的知事，並確定以和平為主的全新體制－－本應該如此...。
但這一切，都只是為了消滅掉「假面騎士Build / 桐生戰兔」，及將真相隱藏起來的完美計劃。在失去了最好的拍擋下，從最惡劣的狀況中所推斷出的答案，就是奇跡的法則！
為何創造驅動器必須使用兩枚瓶子呢？為何假面騎士Build / 桐生戰兔得要戰鬥呢？答案，只有一個！
「絕對可以的....。如果是我與你的話....。那麼，最後的實驗開始吧。」

## 故事背景＆用語
血族
原文： / Blood Zoku
来自外太空的狩猎星球之種族，艾博魯特亦是該族的成员之一，其族長是艾博魯特的兄長——「基魯巴斯」。
除此之外，背后還有三名暗中支援於其的同族族人，附身對象除了石動惣一以外，還有當時與他一同乘搭火星侦查機的三名宇航員。
根据艾博魯特的述説，他们四人可是在抵達火星之前就很「長寿」地幸存了下来，由此可見他們一族在狩獵各個星球的路上波折重重，甚至抵抗不了外太空的低温。
它们亦是令戰兔、萬丈、幻德等人的人生變得混亂的主要元兇，并遵從一族吞噬宇宙中行星的伟大使命，還接替艾博魯特將地球破壞的重任。
随着日本三都知事的全军覆没，基魯巴斯和艾博魯特兩兄弟也就成了該族唯二的族人。
於外傳《Build NEW WORLD 假面騎士Cross-Z》中從艾博魯特口中透露該族群所居住的故鄉血族星早已被其族長基魯巴斯給摧毀。
都知事
原文： / To Chiji
在騎士戰爭告一段落後，所取代首相一职的一种政府架构，并以潘朵拉之塔為新政府的創立之地。
目前已知的三都知事有伊能賢剛（東都）、鄉原光臣（西都）和才賀涼香（北都），但他们三人都是来自血族的人
顺带一提，此架构是為在艾博魯特大敗後接替了它那消灭地球的使命而設的，甚至還暗地里策划了消灭假面骑士，尤其是Build 的阴谋，以便提升自己的危險等级。
随着日本三都知事的全军覆没，他们的计划也因此告吹。

## 登場人物

### 《假面騎士Build》原登場人物
桐生戰兔（犬飼貴丈飾）
假面騎士Build的變身者。
萬丈龍我（赤楚衛二飾）
假面騎士Cross-Z的變身者。
石動美空（高田夏帆飾）
猿渡一海（武田航平飾）
假面騎士Grease的變身者。
葛城忍（小久保丈二飾）  
葛城巧/桐生戰兔的父親。
葛城巧 （木山廉彬飾）
瀧川紗羽（瀧裕可里飾）
冰室幻德（水上剣星飾）   
假面騎士Rouge的變身者。
艾博魯特/石動惣一（前川泰之飾/金尾哲夫聲）
假面騎士Evol的變身者。
異星生命體，也是狩獵星球一族血族的成員之一。
貝魯娜姬（雨宮天聲）
火星文明的王妃。
內海成彰（越智友己飾）

### 本作登場人物
伊能賢剛（いのう・けんご）（勝村政信飾）
前任宇航員，現任東都的都知事，也是假面騎士Blood的變身者。
危險等级為4.0以上。
同時為計劃將葛城巧變成桐生戰兔的策劃者。
在艾博魯特的主意之下就任於該职位，但卻與沒有完成使命的艾博魯特斷絕來往。　
最後被假面騎士Build Cross-Z Build 擊倒。
鄉原光臣（ごうばら・みつおみ）（藤井隆飾）
前任宇航員，現任西都的都知事，也是斑馬Lost SMASH 的變身者。
曾提議將萬丈的戀人——小倉香澄SMASH 化，亦是消除鍋島關於萬丈的記憶的人物。
最後被假面騎士Grease擊倒。
才賀涼香（さいが・りょうか）（松井玲奈飾）
前任宇航員，現任北都的都知事，也是剪刀Lost SMASH 的變身者。
曾擔任過東都首相——冰室泰山的近身，並盡力讓幻德成為代理首相，另一方面建議他對兩都進行挑釁行為。
最後被假面騎士Rogue擊倒。
舞原由宇（まいはら・ゆう）（呼春飾）
普通孩童，和姐姐新汰不慎遭受SMASH襲擊，後被戰兔所救，最後親自向戰兔道謝。
舞原新汰（まいはら・あらた）（鶴翔麒飾）
一名高校生，和弟弟由宇不慎遭受SMASH襲擊，後被戰兔所救。
新聞主播（池田沙繪美飾）
氣象主播（吉田愛梨飾）
記者（內村麻美飾）
市民（しいはしジャスタウェイ飾）

### 《假面騎士ZI-O》
常磐莊吾（ときわ・ソウゴ） （奧野壯聲演）
假面騎士ZI-O的變身者。

## 本作限定登場假面騎士/形態

### 假面騎士Build
變身者：桐生戰兔+萬丈龍我（替身演員：高岩成二、CV：犬飼貴丈+赤楚衛二）
原文： / Kamen Rider Build

#### 變身模式
| 形態名稱              | 簡介 | 外觀                                                                     | 音效 | 能力 | 必殺技 |
| Cross-ZBuild 迫近創造 | 原文： 配合創造驅動器及使用「Cross-ZBuild 罐」變身的形態 身高：197.6cm 體重：111.1kg 拳擊力：55.0t（右手） / 64.2t（左手） 踢擊力：70.5t（右腳） / 62.7t（左腳） 跳躍力：91.7m 行動速度：100m / 0.8秒 | 全身以紅、鈷藍、黑、金、銀色為主，左、右眼分別為金色兔子和銀色龍首的圖示 | 「Rabbit！Dragon！Be The One！Cross-ZBuild!」 （日文原文「」， 中文意思「兔子！龍！形成一体！迫近創造！」） | 為假面騎士Build 的特殊形態，由假面騎士Build 兔子兔子形態的半分躯体及假面騎士Cross-Z 的半分軀體組合而成，且龍一側的部件为新规，擁有飛行能力和比假面騎士Blood 更強的戰鬥能力。 其變身条件相当艰难，需要兩名危險等级达到最高值——7的人选以及兩個受該等级的影响而進化而成的滿裝瓶才能合力變身，為騎士系統的究极姿态。 但因變身者之一的桐生戰兔是有意要變身，而萬丈龍我則是從未想要變身的关系，所以一開始难免會产生些分歧。 | Love and Peace Finish！ 原文： 該形態所属的必杀技（騎士踢）。 以龙型的能量体将敌人拘束后，并对其施以飞踢，而且技名由兩人共同喊出。 |

### 假面騎士Blood
變身者：伊能賢剛（替身演員：今井靖彥、CV：勝村政信）
原文： / Kamen Rider Blood

#### 變身模式
| 形態名稱              | 簡介 | 外觀                                                          | 音效 | 能力                                                                                   | 必殺技                                                                      |
| Cobra Form 眼鏡蛇形態 | 原文： 配合創造驅動器及使用「Great Cross-Z Dragon」搭配「Cobra」失落滿裝瓶加上「Hazard Trigger」變身的形態 身高：197.5cm 體重：114.7kg 拳擊力：61.3t 踢擊力：67.1t 跳躍力：82.5m 行動速度：100m / 0.9秒 | 全身以黑、暗紅、金屬金、鈷藍色為主，左、右眼都為龍+蛇首的圖示 | 與假面騎士Cross-Z 极致形態的音效同样，都是「Wake Up Cross-Z！Get Great Dragon！」（日本原文：「」中文意思：「覺醒中迫近！極致龍！」）。 | 基础形態，擁有眼镜蛇般的毒攻能力、比假面騎士Build 天才形態更強的戰鬥力和自身飛行能力。 | Hazard Finish : Great Dragonic Finish 原文： 該形態所属的必杀技（騎士踢）。 |

#### 結構
| 結構 | 名稱        | 簡介 |
| 頭部 | BD 頭盔     | 頭部統稱，因为强化剂提升了基础耐久度，能一边承受敌人的攻击，一边不紧不慢地缩短与敌人的距离。                                                                                               |
| 頭部 | 危險強化器  | 大脑的特定部位进行强化剂浸透刺激其斗争本能，提升攻击的威力。这个机能会对变身者的精神带来过大的负担，但是血族则可以持续使用强化剂而不会带来负担。                                           |
| 頭部 | BD 信號     | 位於额頭的數據收集裝置。實侍集中戰鬥數據，能正确地把握自身與敵人的能力。 另外也执行全身的狀態管理，若有損傷之处會自動進行应急补修。                                                        |
| 胸部 | BD 胸甲     | 胸部統稱，中枢内置一个特殊的变换炉，具有将Cobra Lost Fullbottle的成份生成发光能量体变换成、猛光巨蛇“Zenovaed Snake”的机能。“Zenovaed Snake”与Blood协作对敌人施展攻击。                     |
| 雙臂 | BD 處刑之肩 | 肩部統稱，必杀技发动时喷出强化剂，强化全身各部分的攻击机能的作用。还能展开能断绝空间的维度护盾，也可以使敌人释放的攻击无效化。                                                             |
| 雙臂 | BD 腕甲     | 手腕統稱，能凭借强化剂提升基础攻击能力，以碎铁一击破坏敌人的要害，毫不留情地葬送敌人。另外，还能放出随心所欲地让物体活动的特殊气场，将远处的敌人拘束并牵引过来。                           |
| 雙臂 | BD 死領之拳 | 拳套統稱，具备将拳头接触到的物体分解与雾散的机能，必杀技发动时利用拳击消灭攻击对象的装甲，再往暴露出的中枢灌入能量使其破坏。另外，可以通过被缠绕不祥光环中的拳击来让一定范围内的空间崩坏。 |
| 腿部 | BD 腿甲     | 腿部統稱，能凭借强化剂提升基础攻击能力，以碎铁一击破坏敌人的要害，毫不留情地葬送敌人。另外，还能放出随心所欲地让物体活动的特殊灵光，使自身的动作超高速化。                                 |
| 腿部 | BD 滅終戰靴 | 战靴統稱，具备将脚底接触到的物体分解或雾散的机能，必杀技发动时利用踢击消灭攻击对象的装甲，再往暴露出的中枢灌入能量使其破坏。另外，可以通过被缠绕不祥光环中的踢击来让一定范围内的空间崩坏。 |
| 全身 | BD 無限裝甲 | 覆蓋著全身的耐衝擊戰鬥服。 能从戰鬥傷害中保護變身者的同時，解除肉體的限制器，发揮出潜藏的身体能力。                                                                                        |
| 背部 | BD 矢量披風 | 特殊推进单元。 控制周围的重力，实现浮游和高速移动。另外，还能在施展通常格斗技之际进行加重和加速，使之强化为与必杀技相匹敌的强烈一击。                                                      |

## 本作登場怪人
斑馬Lost SMASH
原文： / Zebra Lost Smash
CV：藤井隆
身高：214.8cm
體重：122.4kg
特色 / 能力：強壯臂腕的格鬥攻擊、頭槌
人類身份：鄉原光臣
鄉原光臣使用「Shimauma」失落滿裝瓶後的怪人樣貌。
剪刀Lost SMASH
原文： / Scissors Lost Smash
CV：松井玲奈
身高：203.3cm
體重：102.7kg
特色 / 能力：連續切斷技
人類身份：才賀涼香
才賀涼香使用「Hasami」失落滿裝瓶後的怪人樣貌。

## 本作登場道具

### 滿裝瓶
| 英文名稱      | 日文名稱         | 中文名稱 | 瓶蓋標記 | 類型 | 能力                   | 備註 |
| ------------- | ---------------- | -------- | -------- | ---- | ---------------------- | --- |
| Gold Rabbit   | ゴールドラビット | 金兔     | R        | 生物 | 擁有兔子般的跳跃能力。 | 此滿裝瓶疑似是由發出金光的「Rabbit」滿裝瓶變化而成，後皆由桐生戰兔所持有，并加以炼造成迫近創造罐。可與生物的「Silver Dragon」組成Trial聯組。 |
| Silver Dragon | シルバードラゴン | 銀龍     | D        | 生物 | 擁有龍般的氣息。       | 此滿裝瓶疑似是由發出银光的「Dragon」滿裝瓶變化而成，後皆由桐生戰兔所持有，并加以炼造成迫近創造罐。可與生物的「Gold Rabbit」組成Trial聯組。   |

### 失落滿裝瓶
| 英文名稱 | 日文名稱 | 中文名稱 | 瓶蓋標記 | 類型   | 能力                         | 備註 |
| -------- | -------- | -------- | -------- | ------ | ---------------------------- | --- |
| Cobra    | コブラ   | 眼鏡蛇   | C        | 生物   | 擁有眼鏡蛇般的毒攻能力。     | 此失落滿裝瓶由Faust 製「Cobra」滿裝瓶變化而成的。 由艾博魯特所持有，本作中由伊能賢剛所持有，最後被艾博魯特回收。    |
| Shimauma | シマウマ | 斑馬     | S        | 生物   | 擁有斑馬般的條紋和隱蔽能力。 | 此失落滿裝瓶由Faust 製「Shimauma」滿裝瓶變化而成的。 由艾博魯特所持有，本作中由鄉原光臣所持有，最後被艾博魯特回收。 |
| Hasami   | ハサミ   | 剪刀     | H        | 非生物 | 擁有剪刀般的剪斷能力。       | 此失落滿裝瓶由Faust 製「Hasami」滿裝瓶變化而成的。 由艾博魯特所持有，本作中由才賀涼香所持有，最後被艾博魯特回收。   |

### 其他
- 極致迫近之龍

原文： / Great Cross-Z Dragon
迫近之龍的改色個體，也是假面騎士Cross-Z 和假面騎士Blood 的變身道具，第37話因萬丈龍我的戰鬥意志力恢复，加上「龍（Dragon）」進化瓶進化成紅金色的「極致龍（Great Dragon）」進化瓶的缘故，使得所裝置的迫近之龍本身亦跟着進化。
配合創造驅動器可使假面騎士Cross-Z變身成「極致形態（Great Form）」或搭配危險扳機變身成「假面骑士Blood」。
插入「極致龍（Great Dragon）」進化瓶或「眼镜蛇（Cobra）」滿裝瓶的音效為「覺醒!」（原文），再插入創造驅動器的音效為「Great Cross-Z Dragon」（原文）。
當配合創造驅動器時使用必殺技的音效為「Ready Go！Great Dragonic Finish! 」（原文）。
- 迫近創造罐

原文： / Cross-ZBuild Can
貝魯娜姬以火星之力將「金兔（Gold Rabbit）」和「銀龍（Silver Dragon）」兩個滿裝瓶，加上「天才（Genius）」滿裝瓶的能力所創造出來的進化道具。
外型類似兔子坦克氣泡罐，但颜色較為鮮豔濃烈，並以右銀龍眼和左金兔眼為造型，中間下方為寫有該罐的名字。
配合創造驅動器可使假面騎士Build 變身成特殊最終形態 —— 「迫近創造形態（Cross-ZBuild Form）」，但在解除變身後該罐會還原為「金兔（Gold Rabbit）」滿裝瓶、「銀龍（Silver Dragon）」滿裝瓶還有「天才（Genius）」滿裝瓶。

## 樂曲

### 主題曲
「Everlasting Sky」
- 演唱：Beverly

### 皮套演出
- 高岩成二
- 永德
- 藤田慧
- 渡邊淳
- 今井靖彥

## 製作人員
- 原作 - 石之森章太郎
- 導演 - 上堀內佳壽也
- 劇本 - 武藤將吾
- 音樂 - 川井憲次
- 動作導演 - 宮崎剛（JAE）
- 特攝導演 - 佛田洋（特攝研究所）
- 發行 - 東映
- 製作 - 劇場版「Build・LupPat」製作委員會（東映、tv asahi、東映動畫、東映影像、ADK、東映廣告、萬代）

## 外部連結
- 官方網站（日語）